# Sveti Ivan u slobodnom zidarstvu
U tradiciji slobodnog zidarstva posebno mjesto zauzimaju dvojica svetaca koji nose ime Ivan – sv. Ivan Krstitelj i sv. Ivan Evanđelist. Oni se u simbolici slobodnog zidarstva često nazivaju "dvojicom svetih Ivana" i smatraju se duhovnim zaštitnicima ili "patronima" simboličkih loža, posebice u anglosaksonskoj tradiciji.

## Povijesni kontekst
Povezanost svetih Ivana s razvitkom slobodnog zidarstva datira još iz srednjovjekovnih građevinskih cehova, posebno u kontinentalnoj Europi. Na primjer, ceh kamenoklesara i stolara povezan s katedralom u Kölnu zvao se Bratovština sv. Ivana Krstitelja. Ta tradicija se prirodno prenijela i u rane operativne lože zidara.
Prvi korak prema sustavnom slobodnom zidarstvu nastao je 24. lipnja 1717. godine, na blagdan sv. Ivana Krstitelja, kada su četiri londonske lože osnovale prvu Veliku ložu Engleske. Taj je datum postao godišnji susret loža, uključujući i ceremonije polaganja kamen temeljaca.
Početkom 18. stoljeća, rituali su se razvili, te su se pisege primatelja u slobodno zidarstvo često polagale uz Bibliju otvorej na Evanđelju po Ivanu – što je simbolički povezivalo "slobodnozidarsku riječ" s "Riječi" iz Ivanova evanđelja.
Iako su sv. Ivan Krstitelj (24. lipnja) i sv. Ivan Evanđelist (27. prosinca) oba postali zaštitnici slobodnih zidara, ta dihotomija reflektira zemaljsko‑nebeski simbolizam: Krstitelj – moralna priprema i djelovanje; Evanđelist – duhovno prosvjetljenje i mudrost. Prema tom razumijevanju, dva Ivana nisu samo imena svetaca, već simboli ritualne ravnoteže: ljeto – maksimum svjetlosti i početak (Krstitelj), te zima – početak novog ciklusa i unutarnje svjetlo (Evanđelist).
Tijekom 18. stoljeća, prva Velika loža Engleske i Velika loža Irske preferirale su svečanost na dan sv. Ivana Krstitelja, dok su Velika loža Škotske, kao i Drevna velika loža Engleske i Velika loža cijele Engleske u Yorku, davale prednost sv. Ivanu Evanđelistu – taj se model održao pri ujedinjenju u Ujedinjenu veliku ložu Engleske na Evanđelistov dan, 27. prosinca 1813. godine.

## Simboličko značenje
U slobodnom zidarstvu, dvojica svetih Ivana, Ivan Krstitelj i Ivan Evanđelist, nisu samo povijesne figure, već žive simbole unutarnje ravnoteže moralnog djelovanja i duhovnog prosvjetljenja. U nekim tumačenjima, "Loža sv. Ivana" označava univerzalnu simboličku ložu slobodnog zidarstva.
- Sv. Ivan Krstitelj predstavlja žestoki moralni impuls, asketizam i čvrstu predanost istini. Pripada mu uloga moralne snage i discipline, jednu stranu "dvostruke svjetlosti" unutar slobodnog zidarstva.[8][9][10]
- Sv. Ivan Evanđelist, pak, simbolizira duhovno znanje, unutarnje svjetlo i bratoljubivu mudrost. Njegova učenja o "Riječi" (logosu) iz Evanđelja, koja počinju s "U početku bijaše Riječ…", snažno rezoniraju s slobodnozidarskim idealom prosvjetljenja putem znanja.[3][5]
- Obojica tvore dualni simbol – po analogiji s obje strane "točke unutar kruga", središnjeg simbola slobodnog zidarstva koji predstavlja pojedinca čija moralna i duhovna ravnoteža mora biti očuvana. Taj koncept pojavio se u predavanju za učenike i službeno pojašnjen u ritualima kao način simboličke integracije discipline i mudrosti.[1][11]
- Njihovi dani, 24. lipnja (Krstitelj) i 27. prosinca (Evanđelist), postavljeni su u blizinu ljetnog i zimskog suncostaja. Taj astrološko‑ritualni odabir naglašava ciklus svjetla i tame, početaka i završetaka, što slobodno zidarstvo koristi kao simbol univerzalnog napretka i ravnoteže unutar života i rada slobodnog zidara.[8][12]

Ova simbolika, duboko ukorijenjena u slobodnozidarskim ritualima, služi kao stalni podsjetnik na važnost balansa: djela i znanja, discipline i mudrosti, osobnog rasuđivanja i bratoljubivosti.

## Utjecaj na rituale i obrede
U građi rituala i obreda slobodnog zidarstva, svetci Ivan (Krstitelj i Evanđelist) imaju višestruku i prepoznatljivu ulogu:
- Kandidati u ritualu učenika često polažu prisegu na Bibliji otvoren upravo na početku Evanđelja po Ivanu ("U početku bijaše Riječ..."), simbolički povezujući "Riječ" Evanđelja sa "slobodnozidarskoj riječi" – tajnim riječima slobodnih zidara.[5]
- U mnogim nadležnostima ritualna invokacija glasi: "... za Svetim Ivanima..." – time se zaziva zaštita svetih Ivana prilikom otvaranja i zatvaranja lože. Primjerice, u ceremonijalnoj tradiciji svečane večere američkih i australskih loža (Table Lodge) uvedeno je: "To the Holy Saints John: our brothers John the Baptist and John the Evangelist..."[13][14]
- Mnogi nazivi plavih loža uključuju ime Sveti Ivan, a ova praksa čestog osnutka loža pod udrugom svetog Ivana seže unazad do 16. stoljeća (poput St. John's Masonry u Edinburghu, 1599.) – što potvrđuje dugovječnost tradicije.[13]
- Obredi na dan 24. lipnja (Krstitelj) i 27. prosinca (Evanđelist) povezuju se sa solsticijima. Tada se održavaju svečane sjednice, procesije, zajedničke večere i dobrovoljne aktivnosti u duhu bratoljublja i moralnog preporoda.[3][10]
- U nekim višim ritualnim sustavima slobodnog zidarstva, poput Yorčkog obreda, Crvenog križa cara Konstatina ili Balduinovog obreda, pojavljuju se viteški stupnjevi – vitezovi svetog Ivana od Jeruzalema – gdje se povezuje s ritualima viteštva, osobite zaštite i moralnog zapovjedništva.[15]

Iako slobodno zidarstvo kao organizacija nije religijska institucija i ne štuje svece u teološkom smislu, ovi elementi potvrđuju da dva sveta Ivana svojom prisutnošću u ritualnoj građi čine ne samo simboličke, već i funkcionalne čimbenike u procesima inicijacije, integracije i društvene obnove unutar slobodnog zidarstva.

## Svetkovina
Na dane svetih Ivana često se organiziraju svečani skupovi, tzv. "Ivanovske lože", koje predstavljaju jedno od najvažnijih okupljanja u slobodnozidarskoj godini. Na tim se skupovima naglašava jedinstvo lože, obnavljaju se zavjeti te se podsjeća na moralne vrijednosti i simboliku koja prožima slobodno zidarstvo.